# Кнудсон, Роберт
Роберт Ирвинг «Базз» Кнудсон (англ. Robert Irving "Buzz" Knudson) (29 сентября 1925 — 21 января 2006) — американский звукорежиссёр, работавший над более чем 100 фильмами.
Они включают «Кабаре» (1972), «Изгоняющего дьявола» (1973), «Техасскую резню бензопилой» (1974), «Звезду родилась» (1976), «Близкие контакты третьей степени» (1977), «Инопланетянина» (1982), «Офицера и джентльмена» (1982), «Танец-вспышку» (1983), «Цветы лиловые полей» (1985), «Кто подставил кролика Роджера» (1988), и первые три фильма франшизы — «Парень-каратист».
Кнудсон также был десять раз номинирован на премию «Оскар» за лучший звук, и выиграл три; за «Кабаре», «Изгоняющего дьявола» и «Инопланетянина».

## Биография
Роберт Ирвинг Кнудсон родился 29 сентября 1925 года, в Лос-Анджелесе, Калифорния, и начал работать в кинобизнесе с 1972 года.
За свой первый фильм — музыкальную драму Боба Фосса 1972 года — «Кабаре», Роберт Кнудсон получил премию «Оскар», в категории «Лучший звук», вместе с Дэвидом Хилдъярдом.
После «Кабаре», Роберт Кнудсон работал над такими успешными фильмами 1970-х годов, как «Изгоняющий дьявола» 1973 года, «Техасская резня бензопилой» 1974 года, «Шампунь» 1975 года, «Звезда родилась» 1976 года, «Близкие контакты третьей степени» 1977 года и «1941» 1979 года.
В 1980-х годах, Роберт Кнудсон вносил вклад звукорежиссёра в ещё больше успешных фильмов, таких как «Братья Блюз» 1980 года, «Инопланетянин», «Офицер и джентльмен» (оба 1982 года), «Танец-вспышка», «Лицо со шрамом» (оба 1983 года), «Роман с камнем» 1984 года, «Шпионы как мы», «Цветы лиловые полей» (оба 1985 года), «Империя солнца» 1987 года, «Кто подставил кролика Роджера» 1988 года, и три фильма франшизы — «Парень-каратист».
Роберт Ирвинг Кнудсон умер 21 января 2006 года, в Колумбии, Южная Каролина, от осложнений прогрессирующего надъядерного паралича — формы болезни Паркинсона, в возрасте 80 лет.

## Избранная фильмография
- Кабаре (1972)
- Спасите тигра (1973)
- Парни в синей форме (1973)
- Изгоняющий дьявола (1973)
- Техасская резня бензопилой (1974)
- Шампунь (1975)
- Убийство китайского букмекера (1976)
- Возвращение человека по имени Лошадь (1976)
- На пути к славе (1976)
- Звезда родилась (1976)
- Аэропорт 77 (1977)
- Колдун (1977)
- Близкие контакты третьей степени (1977)
- Возвращение домой (1978)
- Я хочу держать тебя за руку (1978)
- Хупер (1978)
- Глаза Лоры Марс (1978)
- Главное событие (1979)
- Немой крик (1979)
- 1941 (1979)
- Разыскивающий (1980)
- Братья Блюз (1980)
- Врата рая (1980)
- Смена времён года (1980)
- Всю ночь напролёт (1981)
- Вор (1981)
- Бегство к победе (1981)
- Тарзан, человек-обезьяна (1981)
- Инопланетянин (1982)
- Молодость, больница, любовь (1982)
- Офицер и джентльмен (1982)
- В поисках выхода (1982)
- Лорды дисциплины (1983)
- Танец-вспышка (1983)
- Поменяться местами (1983)
- Лицо со шрамом (1983)
- Роман с камнем (1984)
- Парень-каратист (1984)
- Белые ночи (1985)
- Шпионы как мы (1985)
- Цветы лиловые полей (1985)
- Парень-каратист 2 (1986)
- Три амиго (1986)
- Кинг-Конг жив (1986)
- Империя солнца (1987)
- Чокнутые (1987)
- Кто подставил кролика Роджера (1988)
- Моя мачеха — инопланетянка (1988)
- Высшая лига (1989)
- Парень-каратист 3 (1989)

## Награды и номинации
Роберт Кнудсон номинировался на премию «Оскар» десять раз, (все в категории «Лучший звук»), и выиграл три из них — первые две свои номинации за «Кабаре» и «Изгоняющего дьявола», вместе с Дэвидом Хилдъярдом в 1973 году и Крисом Ньюманом в 1974 году соответственно, и в 1983 году за «Инопланетянина», вместе с Робертом Глассом, Доном Дигироламо и Джином Кантамессой.
Кнудсон также был номинирован на «Оскар» ещё семь раз, но не выиграл ни одну:
- 1977 год — «Звезда родилась», вместе с Дэном Уоллином, Робертом Глассом и Томом Овертоном[10]

- 1978 год:

- - «Близкие контакты третьей степени», вместе с Глассом, Доном МакДугаллом и Джином С. Кантамессой[11]

- - «Колдун», вместе с Глассом, Ричардом Тайлером и Жаном-Луи Дюкармом[11]

- 1979 год — «Хупер», вместе с Глассом, МакДугаллом и Джеком Соломоном[12]

- 1980 год — «1941», вместе с Глассом, МакДугаллом и Кантамессой[13]

- 1988 год — «Империя солнца», вместе с Доном Дигироламо, Джоном Бойдом и Тони Доу[14]

- 1989 год — «Кто подставил кролика Роджера», вместе с Бойдом, Дигироламо и Доу[15]